# Charmont (Val-d'Oise)
Charmont és un municipi francès, situat al departament de Val-d'Oise i a la regió d'Illa de França. L'any 2007 tenia 30 habitants.
Forma part del cantó de Vauréal, del districte de Pontoise i de la Comunitat de comunes Vexin-Val de Seine.

## Demografia

### Població
El 2007 la població de fet de Charmont era de 30 persones. Hi havia 16 famílies, de les quals 8 eren unipersonals (8 homes vivint sols), 4 parelles sense fills i 4 parelles amb fills.
La població ha evolucionat segons el següent gràfic:
Habitants censats

### Habitatges
El 2007 hi havia 17 habitatges, 13 eren l'habitatge principal de la família i 4 estaven desocupats. 15 eren cases i 2 eren apartaments. Dels 13 habitatges principals, 1 estava ocupat pel seu propietari, 10 estaven llogats i ocupats pels llogaters i 2 estaven cedits a títol gratuït; 2 tenien dues cambres, 2 en tenien tres, 3 en tenien quatre i 6 en tenien cinc o més. 7 habitatges disposaven pel capbaix d'una plaça de pàrquing. A 7 habitatges hi havia un automòbil i a 5 n'hi havia dos o més.

### Piràmide de població
La piràmide de població per edats i sexe el 2009 era:
| Homes | Edats   | Dones |
| ----- | ------- | ----- |
| 0     | 95 o +  | 0     |
| 0     | 90 a 94 | 0     |
| 0     | 85 a 89 | 0     |
| 0     | 80 a 84 | 0     |
| 0     | 75 a 79 | 0     |
| 0     | 70 a 74 | 0     |
| 4     | 65 a 69 | 0     |
| 0     | 60 a 64 | 0     |
| 0     | 55 a 59 | 4     |
| 8     | 50 a 54 | 8     |
| 0     | 45 a 49 | 0     |
| 0     | 40 a 44 | 0     |
| 0     | 35 a 39 | 0     |
| 0     | 30 a 34 | 0     |
| 0     | 25 a 29 | 0     |
| 0     | 20 a 24 | 0     |
| 0     | 15 a 19 | 0     |
| 0     | 10 a 14 | 0     |
| 0     | 5 a 9   | 0     |
| 0     | 0 a 4   | 0     |

## Economia
El 2007 la població en edat de treballar era de 26 persones, 22 eren actives i 4 eren inactives. De les 22 persones actives 21 estaven ocupades (10 homes i 11 dones) i 1 aturada (1 home). De les 4 persones inactives 1 estava jubilada, 2 estaven estudiant i 1 estava classificada com a «altres inactius».
Activitats econòmiques
Dels 2 establiments que hi havia el 2007, 1 era d'una empresa de comerç i reparació d'automòbils i 1 d'una empresa immobiliària.

## Poblacions més properes
El següent diagrama mostra les poblacions més properes.